# Sofia Fredén
Sofia Fredén, född 10 maj 1968 i Göteborg, numera bosatt i Stockholm, är en svensk dramatiker och manusförfattare. 
Åren 1992–1995 gick Sofia Fredén Dramatiska Institutets manuslinje för film och teater. Sedan 2004 är Fredén husdramatiker och dramaturg på Stockholms Stadsteater. 
Sofia Fredéns dramatik har spelats såväl i Sverige som utomlands, bland annat i Tyskland, Frankrike och Rumänien.

## Priser och utmärkelser
2008 erhöll Sofia Fredén det svenska Ibsensällskapets Ibsenpris. Priset ska ges till en ung svensk, nyskapande dramatiker. Svenska Ibsensällskapet instiftades 2006, i samband med hundraårsminnet av Henrik Ibsens död 1906.
2010 tilldelades Sofia Fredén Henning Mankell-stipendiet, ett stipendium som årligen delas ut till en dramatiker som "genom sitt arbete visat socialt och politiskt engagemang, samt intresse för Sveriges förhållande till omvärlden".

## Dramatik
- 1999 - Hand i hand, Stockholms stadsteater, Backstage[4]
- 2002 - Dom stod och dog, Uppsala Stadsteater[5]
- 2003 - Nattfjärilen, Stockholms stadsteater, Backstage[6]
- 2003 - Ensamcyklaren, Uppsala Stadsteater, Teater Västernorrland, Angereds Teater[7]
- 2004 - Solapan, Turteatern[8]
- 2005 - Ruttet - Ett prinsessliv, Unga Dramaten[9][10][11]
- 2005 - Bara barnet, Stockholms Stadsteater, Skärholmen[12]
- 2007 - Jorden är min filt, Regionteater Väst, Stockholms stadsteater, Skärholmen[13]
- 2007 - Lilla Livet, Göteborgs Stadsteater[14]
- 2009 - Lärare för livet, Stockholms Stadsteater[15]
- 2009 - Askungen, fri tolkning av bröderna Grimms saga, Elverket, Dramaten[16][17]
- 2011 - Profeten i Västra Götaland - Göteborgs Stadsteater[18]
- 2013 - Blood on ice, Backa Teater[19]
- 2012 - Min nattresa, Dockteatern Tittut[20]
- 2013 - Jag målar min himmel orange, Örebro Länsteater[21][22][23]
- 2014 - After Work, Göteborgs Stadsteater[24]
- 2015 - Metropolis, dramatisering av Thea von Harbous roman, Stockholms Stadsteater[25]
- 2015 - Kaninkraschen, Teater 23, Malmö[26]
- 2017 - Det blåser på månen, dramatisering efter Eric Linklaters bok, Unga Dramaten[27]
- 2018 - Bibliotekarien, pjäsen skapad tillsammans med Paula McManus, Regionteatern Blekinge Kronoberg[28]
- 2018 - Karl Bertil Jonssons julafton, dramatisering efter Tage Danielssons berättelse, Uppsala Stadsteater[29], Malmö Stadsteater[30]

## Filmmanus
- 1996 – Skilda världar
- 2003 – Dom stod och dog
- 2003 – Kontorstid